# 유틸리티 플레이어
유틸리티 플레이어(Utility Player)는 다용도 스포츠 선수, 만능 선수란 뜻으로서 스포츠 경기에서 여러 포지션을 두루 잘하는 선수를 말한다. 특히 축구, 럭비, 야구, 소프트볼, 농구, 수구, 하키 등의 단체 구기 종목에서 쓰이는 용어이다. 크리켓에선 "올 라운더(All Rounder)"란 용어를 대신 사용하기도 하며 한국에서는 "멀티 플레이어(Multi Player)"란 용어를 사용하기도 한다.

## 축구
축구의 유틸리티 플레이어는 공격수, 미드필더, 수비수를 고루 소화하는 선수이다. 흔히 "리베로", 또는 "스위퍼"라 불리는 선수로서 수비형 미드필더와 최후방 수비수, 센터백을 함께 소화하는 선수가 대표적인 유틸리티 플레이어이며, 일반 필드 플레이어가 때론 골키퍼를 보는 경우도 유틸리티 플레이어라 할 수 있다. 그 밖에 감독의 다양한 전술, 작전에 따라 중앙 미드필더와 윙어, 또는 최전방 공격수까지 여러 포지션을 소화할 수 있는 선수도 역시 유틸리티 플레이어로 부른다.
잉글랜드 축구 국가대표팀의 스티븐 제라드, 브라질 축구 국가대표팀의 카카, 대한민국 축구 국가대표팀의 홍명보, 유상철 ,박지성 등이 대표적인 유틸리티플레이어로 뽑힌다.

## 농구
농구의 유틸리티 플레이어는 흔히 "트위너(Tweener)"라 불리며, 두 가지 포지션을 동시에 소화하는 농구 선수이다. 흔히 키가 큰 가드로서 장신을 이용해 파워 포워드 역할도 함께 수행하는 선수를 지칭하며, 세부적으로 다섯 가지로 나눠 지칭한다. 미국 NBA의 스타 플레이어 찰스 바클리가 대표적인 트위너로 꼽힌다.
- 포워드-센터(Forward-Center): 파워 포워드와 센터를 겸하는 선수
- 코너맨(Cornerman): 스몰 포워드와 파워 포워드를 겸하는 선수
- 스윙맨(Swingman): 슈팅 가드와 스몰 포워드를 겸하는 선수
- 콤보 가드(Combo Guard): 슈팅 가드와 포인트 가드를 겸하는 선수
- 포인트-포워드(Point Forward): 포인트 가드와 포워드를 겸하는 선수

## 같이 보기
- 축구의 포지션
- 농구의 포지션
- 야구의 포지션